# Alexander Robert Reinagle
Alexander Robert Reinagle (* 21. August 1799 in Brighton; † 6. April 1877 in Kidlington) war ein englischer Komponist und Organist.
Der Sohn des Komponisten Joseph Reinagle und Neffe des Komponisten und Theatermanagers Alexander Reinagle war von 1822 bis 1853 Organist an der St. Peters Church in Oxford. 1846 heiratete er die Sängerin Caroline geb. Orger, eine Tochter des Schriftstellers Thomas Orger und
der Schauspielerin Mary Ann Orger, mit der er regelmäßig Konzerte gab. 1830 veröffentlichte Reinagle Psalm Tunes for the Voice and the Pianoforte.